# 岸和田市警察
岸和田市警察（きしわだしけいさつ）は、かつて存在した大阪府岸和田市の自治体警察である。

## 概要
大阪府では全国に先駆けて、1947年（昭和22年）12月より試験的に自治体警察制度が導入された。岸和田市でも岸和田市警察署が設置された。1948年（昭和23年）3月7日の旧警察法の施行により、正式に発足した。
1954年（昭和29年）に、旧警察法が全面改正されて新警察法が公布された。これにより国家地方警察と自治体警察が廃止され、新たに都道府県警察として大阪府警察が発足。岸和田市警察も大阪府警察に統合され、姿を消した。